# پرسی گروسونور
پرسی گروسونور (انگلیسی: Percy Grosvenor؛ زادهٔ ۱۷ مارس ۱۹۱۱) بازیکن فوتبال اهل بریتانیا است.
از باشگاه‌هایی که در آن بازی کرده‌است می‌توان به باشگاه فوتبال لستر سیتی اشاره کرد.